# Levasseur PL 5
 (février 2018).
Si vous disposez d'ouvrages ou d'articles de référence ou si vous connaissez des sites web de qualité traitant du thème abordé ici, merci de compléter l'article en donnant les références utiles à sa vérifiabilité et en les liant à la section « Notes et références ».
Le Levasseur PL. 5 était un avion militaire de l'entre-deux-guerres de la fin des années 1920 produit par le constructeur aéronautique français Pierre Levasseur. 
Il fut conçu en réponse à la spécification AMBC.2 de 1924 pour un chasseur biplace embarqué, émise par le Service technique de l'aéronautique (STAé). Vingt exemplaires furent produits et mis en service sur le premier porte-avions français Béarn à partir de 1927.

## Présentation
C'était un Sesquiplan (un biplan dont l'aile haute est au moins deux fois plus importante que l'aile basse) doté d'un cockpit ouvert pouvant accueillir un équipage de deux personnes en tamdem (les deux membres d’équipage sont assis l'un derrière l'autre). Comme d'autres conceptions navales Levasseur de l'époque, elle incorporait plusieurs dispositifs de sécurité en cas d'amerrissage en mer. Mis à part les petits flotteurs fixés directement sur la partie inférieure de l'aile inférieure, les unités principales du train d'atterrissage fixe à patins arrière pouvaient être larguées en vol, et la partie inférieure du fuselage avait la forme d'un bateau et était étanche.
Quatre prototypes ont été évalués par l'Aéronavale en 1924, avec différentes motorisations, et à la suite d'essais réussis, une commande de 20 machines a été passée pour équiper le porte-avions Béarn. Ils sont entrés en service en 1927.
Six exemplaires d'une version d'entraînement avec un moteur à plus faible puissance ont également été achetés par l'Aéronautique Navale française en 1928 sous la désignation PL. 9.

## Caractéristiques
Les vingt exemplaires livrés à La Marine avaient les caractéristiques suivantes : 
- Rôle et mission : Chasseur embarqué
- Mise en service : 1926
- Envergure : 12,40 m
- Longueur : 8,80 m
- Hauteur : 3,10 m
- Motorisation : 1 moteur en ligne Lorraine Dietrich 12 Eb
- Puissance totale : 1 x 450 ch
- Armement : 4 mitrailleuses de 7.7mm (2 armes de capot synchronisées, des mitrailleuses Vickers, et 2 Lewis Mark I mobiles à l'arrière)
- Poids en charge : 1 800 kg
- Masse à vide : 1 350 kg
- Vitesse max. : 215 km/h à 5 000 m
- Plafond pratique : 7 200 m
- Distance max. : 800 Km à charge maximale
- Équipage : 2
- Surface portante : 37,00 m2

### Variantes
Trois des prototypes, connus sous la dénomination Levasseur V C.2B, étaient équipés d'un moteur Hispano-Suiza 12Ha (12 cylindres en V) développant lui-aussi 450 ch.
Le quatrième prototype, le Levasseur V AM B-C.2, était pourvu d'un moteur Renault 12 Kd de 480 ch, moteur V12 à 50° (qui équipera certains Potez 25), ce qui porte le poids de l'avion à 1 390 kg.
Les six exemplaires vendus comme avions d’entraînement sous le nom de PL 9 étaient équipés de moteurs Hispano-Suiza V8 fournissant une puissance de 330 ch, nettement moindre que les autres versions, et un poids réduit à 1 280 kg.